# Rajnagar (Chhatarpur)
Rajnagar è una suddivisione dell'India, classificata come nagar panchayat, di 12.442 abitanti, situata nel distretto di Chhatarpur, nello stato federato del Madhya Pradesh. In base al numero di abitanti la città rientra nella classe IV (da 10.000 a 19.999 persone).

## Geografia fisica
La città è situata a 24° 54' 43 N e 79° 54' 36 E.

## Società

### Evoluzione demografica
Al censimento del 2001 la popolazione di Rajnagar assommava a 12.442 persone, delle quali 6.562 maschi e 5.880 femmine. I bambini di età inferiore o uguale ai sei anni assommavano a 2.199, dei quali 1.145 maschi e 1.054 femmine. Infine, coloro che erano in grado di saper almeno leggere e scrivere erano 6.841, dei quali 4.120 maschi e 2.721 femmine.